# 王义全
王义全（1912年6月15日—2013年5月），四川苍溪人，参加过红军，为中国共产党党员。中华人民共和国成立后回到老家四川长期担任地方干部。，他是万达集团董事长王健林之父。

## 生平
1933年参加红军，经历长征、抗日战争、第二次国共内战，历任红军31军93师、八路军129师连长、一野野战医院科员。中華人民共和國成立后，先后在陕西华县土改团、西南伐木公司工作。
1957年参与组建大金森林工业局，任副局长。1958年全家迁往四川省大金县。
1972年，任四川省林业学校（现四川农业大学都江堰校区）革委会副主任、副校长兼党总支副书记，至1979年离休。

## 家庭
- 夫人秦嘉兰
- 长子王健林
- 长孫王思聪
- 次子王建忠
- 三子王建可
- 四子王建春
- 五子王建川